# Critone di Eraclea
Critone di Eraclea Salbace (in greco Κρίτων?, in latino Titus Statilius Crito; fl. II secolo) è stato un medico romano.
Fu medico personale dell'imperatore Traiano (98–117) durante le campagne di Dacia, di cui lasciò un resoconto, in gran parte perduto.
Fu un medico assai apprezzato e fu in contatto epistolare con il taumaturgo Apollonio di Tiana. Scrisse un'opera Sulla Cosmetica, in quattro libri, che si rifaceva forse ad un omonimo scritto di Cleopatra VII, regina d'Egitto. 
Accompagnò Traiano durante le guerre daciche, di cui scrisse un resoconto, intitolato Dacica, di cui ci restano solo 18 brevi frammenti.